# Anders Christiansen
Anders Bleg Christiansen (Copenaghen, 8 giugno 1990) è un calciatore danese, centrocampista del Malmö FF.

## Caratteristiche tecniche
Nato come interno di centrocampo, può giocare anche come trequartista.

## Carriera

### Club

#### Lyngby

##### Il biennio in 1. Division
Cresciuto nelle giovanili del Lyngby nel 2008 entra nella prima squadra. Il 29 ottobre del 2008 esordisce in Coppa di Danimarca giocando da titolare la partita contro lo Skive (5-2). La settimana seguente fa il suo debutto anche in 1. Division, secondo livello del calcio danese, partendo da titolare ed uscendo nel secondo tempo contro il Køge (4-0). A fine stagione ha l'occasione di giocare altri due incontri di campionato. Dopo la prima stagione al Lyngby, Christiansen conta 4 presenze.
Nella stagione 2009-2010 il centrocampista parte titolare nella prima giornata di 1. Division, contro il Fredericia (2-1) giocando anche un paio di sfide in Coppa di Danimarca. Il 23 agosto del 2009 realizza la prima rete e la prima doppietta con la maglia del Lyngby nella sfida vinta per 3-1 in trasferta sul Frem. Nonostante venga utilizzato con frequenza la prima partita da titolare è alla settima giornata, nella sfida pareggiata 2-2 contro il Velje. Christiansen viene schierato 17 volte in campionato e 2 volte in Coppa di Danimarca riuscendo a segnare tre reti, due in 1. Division e una in coppa, contribuendo alla promozione della società in Superligaen.

##### Il biennio in Superligaen
L'esordio in Superligaen avviene il 20 settembre 2010 contro l'Aalborg (2-4): gioca i 25' finali dell'incontro. La prima partita giocata per intero è quella contro il Copenaghen, persa per 3-0. Il 6 marzo 2011 sigla la sua prima rete in Superligaen realizzandola contro il Brøndby (1-1) prima di uscire al 79'.
A fine stagione conta 32 presenze in campionato e 2 in Coppa di Danimarca.
Il 18 luglio del 2011 inizia la quarta ed ultima stagione di Christiansen al Lyngby. Subentra nel secondo tempo contro l'Aarhus nella prima giornata di campionato. Al dodicesimo turno di campionato viene lasciato in campo per tutto l'incontro nella sfida sul Silkeborg (2-3) e il 25 marzo del 2012 sigla la sua prima rete stagionale al Brøndby. Nella seconda parte della stagione viene schierato spesso titolare e gioca quasi tutte le partite senza essere sostituito. Colleziona 28 presenze e 3 marcature in campionato, totalizzando 85 presenze e 7 reti tra campionato e Coppa di Danimarca durante le quattro stagioni nel Lyngby.

#### Nordsjælland
Nel 2012 si trasferisce al Nordsjælland, squadra nella quale esordisce il 29 luglio, nella partita di campionato contro l'Odense (1-1).

#### Chievo
Il 15 gennaio 2015, il Chievo comunica ufficialmente di aver acquistato il giocatore, che indosserà la maglia numero 10. Esordisce con la maglia gialloblu contro il Napoli il primo febbraio. Gioca la sua prima da titolare il 3 maggio 2015 a San Siro contro l'Inter.

#### Malmö, Gent e ancora Malmö
Il 26 gennaio 2016 viene presentato come nuovo acquisto del Malmö FF. Nella prima partita giocata in Allsvenskan segna una rete nel 3-1 ai campioni in carica dell'IFK Norrköping. A fine stagione la sua squadra vince il titolo nazionale. Successivamente il Malmö bissa il successo vincendo anche l'Allsvenskan 2017, con Christiansen che viene eletto sia miglior centrocampista che miglior giocatore del massimo campionato svedese di quell'anno.
Nel gennaio 2018, Christiansen viene acquistato dai belgi del Gent per una somma che alcuni media hanno quantificato in 1 milione di euro. In Belgio tuttavia il centrocampista danese viene utilizzato poco, al punto tale che già all'apertura della finestra di mercato torna al Malmö FF a titolo definitivo con un contratto fino al 2022.
Qui ritrova però una squadra molto più indietro in classifica rispetto ai due anni precedenti, visto il 10º posto in cui gli azzurri versavano al momento del suo arrivo, ma la squadra riesce comunque a chiudere l'Allsvenskan 2018 da terza classificata. Nel 2019 Christiansen vince nuovamente il premio di miglior centrocampista del campionato, mentre l'anno seguente torna ad essere eletto sia miglior centrocampista che MVP del torneo, dopo aver contribuito con 13 gol in 23 partite a riconquistare il titolo nazionale che al Malmö mancava da tre anni. La formazione azzurra bissa il titolo anche nel 2021.
Nel maggio 2023, durante un allenamento, soffre di improvvisi capogiri e nausea. Pochi giorni più tardi, la società comunica che al giocatore è stato impiantato un defibrillatore cardiaco impiantabile e che egli sarebbe rimasto fuori causa almeno per tutto il resto dell'anno. Il 28 aprile 2024, a 343 giorni dall'ultima presenza ufficiale, Christiansen torna in campo nel secondo tempo della vittoria interna sull'AIK valida per la sesta giornata dell'Allsvenskan 2024. Quell'anno vince il suo sesto titolo nazionale svedese con il Malmö, che corrisponde al ventiquattresimo nella storia del club.

### Nazionale

#### Giovanili
Nel 2008 gioca per l'Under-18 danese e il 28 maggio del 2009 esordisce anche nell'Under-19 affrontando i pari età della Grecia (1-0). Nel 2009 viene chiamato dall'Under-20 e gioca diversi incontri. Il 24 marzo del 2011 debutta con l'Under-21 contro l'Inghilterra (0-4). Il 5 giugno del 2012 gioca contro la Macedonia (6-5) realizzando una doppietta.

## Statistiche

### Presenze e reti nei club
Statistiche aggiornate al 31 dicembre 2024.
| Stagione            | Squadra             | Campionato          | Campionato | Campionato | Coppe nazionali | Coppe nazionali | Coppe nazionali | Coppe continentali | Coppe continentali | Coppe continentali | Altre coppe | Altre coppe | Altre coppe | Totale | Totale |
| Stagione            | Squadra             | Comp                | Pres       | Reti       | Comp            | Pres            | Reti            | Comp               | Pres               | Reti               | Comp        | Pres        | Reti        | Pres   | Reti   |
| ------------------- | ------------------- | ------------------- | ---------- | ---------- | --------------- | --------------- | --------------- | ------------------ | ------------------ | ------------------ | ----------- | ----------- | ----------- | ------ | ------ |
| 2012-2013           | Nordsjælland        | SL                  | 22         | 3          | CD              | 2               | 1               | UCL                | 5                  | 0                  | -           | -           | -           | 29     | 4      |
| 2013-2014           | Nordsjælland        | SL                  | 30         | 2          | CD              | 5               | 1               | UCL+UEL            | 2+2                | 0                  | -           | -           | -           | 39     | 3      |
| 2014-gen. 2015      | Nordsjælland        | SL                  | 15         | 0          | CD              | 0               | 0               | -                  | -                  | -                  | -           | -           | -           | 15     | 0      |
| Totale Nordsjælland | Totale Nordsjælland | Totale Nordsjælland | 67         | 5          |                 | 7               | 2               |                    | 9                  | 0                  |             | -           | -           | 83     | 7      |
| gen.-giu. 2015      | Chievo              | A                   | 4          | 0          | CI              | 0               | 0               | -                  | -                  | -                  | -           | -           | -           | 4      | 0      |
| 2015-gen. 2016      | Chievo              | A                   | 0          | 0          | CI              | 1               | 0               | -                  | -                  | -                  | -           | -           | -           | 1      | 0      |
| Totale Chievo       | Totale Chievo       | Totale Chievo       | 4          | 0          |                 | 1               | 0               |                    | -                  | -                  |             | -           | -           | 5      | 0      |
| 2016                | Malmö               | A                   | 22         | 6          | CS              | 4               | 1               | -                  | -                  | -                  | -           | -           | -           | 26     | 7      |
| 2017                | Malmö               | A                   | 27         | 5          | CS+SC           | 0+1             | 0+0             | UCL                | 2                  | 0                  | -           | -           | -           | 30     | 5      |
| gen.-mag. 2018      | Gent                | D1                  | 2+2        | 0          | CB              | 0               | 0               | -                  | -                  | -                  | -           | -           | -           | 4      | 0      |
| 2018                | Malmö               | A                   | 15         | 2          | SC+SC           | 3+0             | 1+0             | UCL+UEL            | 4+10               | 1+1                | -           | -           | -           | 32     | 5      |
| 2019                | Malmö               | A                   | 24         | 9          | SC+SC           | 3+0             | 4+0             | UEL                | 12                 | 1                  | -           | -           | -           | 39     | 14     |
| 2020                | Malmö               | A                   | 23         | 13         | SC              | 2               | 1               | UEL                | 2                  | 0                  | -           | -           | -           | 27     | 14     |
| 2021                | Malmö               | A                   | 22         | 6          | SC              | 1               | 0               | UCL                | 11                 | 2                  | -           | -           | -           | 34     | 8      |
| 2022                | Malmö               | A                   | 20         | 2          | SC+SC           | 4+0             | 2+0             | UCL+UEL            | 4+8                | 1+1                | -           | -           | -           | 36     | 6      |
| 2023                | Malmö               | A                   | 8          | 1          | SC+SC           | 2+0             | 2+0             | -                  | -                  | -                  | -           | -           | -           | 10     | 3      |
| 2024                | Malmö               | A                   | 19         | 5          | SC+SC           | 1+1             | 0+1             | UCL+UEL            | 5+7                | 2+1                | -           | -           | -           | 33     | 9      |
| Totale Malmo        | Totale Malmo        | Totale Malmo        | 180        | 49         |                 | 22              | 12              |                    | 65                 | 10                 |             | -           | -           | 267    | 71     |
| Totale carriera     | Totale carriera     | Totale carriera     | 255        | 54         |                 | 30              | 14              |                    | 74                 | 10                 |             | -           | -           | 359    | 78     |

### Cronologia presenze e reti in nazionale
| Cronologia completa delle presenze e delle reti in nazionale ― Danimarca | Cronologia completa delle presenze e delle reti in nazionale ― Danimarca | Cronologia completa delle presenze e delle reti in nazionale ― Danimarca | Cronologia completa delle presenze e delle reti in nazionale ― Danimarca | Cronologia completa delle presenze e delle reti in nazionale ― Danimarca | Cronologia completa delle presenze e delle reti in nazionale ― Danimarca | Cronologia completa delle presenze e delle reti in nazionale ― Danimarca | Cronologia completa delle presenze e delle reti in nazionale ― Danimarca |
| Data                                                                     | Città                                                                    | In casa                                                                  | Risultato                                                                | Ospiti                                                                   | Competizione                                                             | Reti                                                                     | Note                                                                     |
| ------------------------------------------------------------------------ | ------------------------------------------------------------------------ | ------------------------------------------------------------------------ | ------------------------------------------------------------------------ | ------------------------------------------------------------------------ | ------------------------------------------------------------------------ | ------------------------------------------------------------------------ | ------------------------------------------------------------------------ |
| 31-1-2013                                                                | Glendale                                                                 | Messico                                                                  | 1 – 1                                                                    | Danimarca                                                                | Amichevole                                                               | -                                                                        | 48’ 60’                                                                  |
| 18-11-2014                                                               | Bucarest                                                                 | Romania                                                                  | 2 – 0                                                                    | Danimarca                                                                | Amichevole                                                               | -                                                                        | 46’                                                                      |
| 25-3-2015                                                                | Aarhus                                                                   | Danimarca                                                                | 3 – 2                                                                    | Stati Uniti                                                              | Amichevole                                                               | -                                                                        | 46’ 85’                                                                  |
| 29-3-2015                                                                | Saint-Étienne                                                            | Francia                                                                  | 2 – 0                                                                    | Danimarca                                                                | Amichevole                                                               | -                                                                        | 46’                                                                      |
| 2-6-2021                                                                 | Innsbruck                                                                | Germania                                                                 | 1 – 1                                                                    | Danimarca                                                                | Amichevole                                                               | -                                                                        | 85’                                                                      |
| 4-9-2021                                                                 | Tórshavn                                                                 | Fær Øer                                                                  | 0 – 1                                                                    | Danimarca                                                                | Qual. Mondiali 2022                                                      | -                                                                        | 76’                                                                      |
| Totale                                                                   |                                                                          | Presenze                                                                 | 6                                                                        |                                                                          | Reti                                                                     | 0                                                                        |                                                                          |

## Palmarès

### Club

#### Competizioni nazionali
- Campionato svedese: 6

Malmö: 2016, 2017, 2020, 2021, 2023, 2024
- Coppa di Svezia: 2

Malmö: 2021-2022, 2023-2024